# Комаровка (Томская область)
Комаровка — деревня в Асиновском районе Томской области, Россия. Входит в состав Новониколаевского сельского поселения.

## География
Деревня располагается на юго-востоке области, у излучиной реки Малая Юкса. Недалеко от деревни, чуть севернее, находится озеро Комаровское.
особо охраняемая природная территория
Ботанический памятник природы: Припоселковый лесопарк у деревни Комаровка

## История
Основана в 1913 г. В 1926 году состояла из 31 хозяйства, основное население — русские. В административном отношении входила в состав Минаевского сельсовета Ново-Кусковского района Томского округа Сибирского края.

## Население
| 1926 | 1939 | 1959 | 1970 | 1979 | 1989 | 2002 |
| ---- | ---- | ---- | ---- | ---- | ---- | ---- |
| 150  | ↘119 | ↗253 | ↘186 | ↘54  | ↘28  | ↘7   |
| 2010 | 2012 | 2013 | 2014 | 2015 | 2019 | 2021 |
| ↘2   | ↘0   | →0   | →0   | →0   | →0   | ↗2   |